# Алжирська експедиція (1541)
Алжирська експедиція 1541 року — невдала спроба захоплення військом короля Іспанії та імператора Священної Римської імперії Карла V Габсбурга міста Алжир, оплоту Османської імперії в Магрибі, на північному узбережжі Африки. Несприятливі погодні умови та недоліки планування і підготовки операції призвели до провалу експедиції.

## Передумови
Алжир перебував під контролем османського султана Сулеймана I з часів його захоплення Хайр ад-Діном Барбаросою в 1529 році. У 1535 р. Барбаросса залишив Алжир, щоб посісти посаду верховного адмірала Османської імперії в Константинополі, а на посаді губернатора його замінив Гасан-ага, євнух та сардинський ренегат. На службі у Гасана були відомі османські військово-морські командири Тургут-реїс та Саліх-реїс.
Карл V здійснив значну підготовчу роботу до експедиції, бажаючи помститися за нещодавню поразку під час облоги Буди. Однак значні пошкодження, завдані штормом іспанській та генуезькій флотиліям, змусили його відмовитись від цього задуму.

## Експедиція
Військо Карла V піднялось на борт кораблів флотилії 28 вересня 1541 р., з великою затримкою через неприємності в Німеччині та Фландрії. Флот був зібраний в гавані міста Пальма на Майорці. В складі флотилії було більше 500 кораблів і 24 000 солдат.
Потрапивши в складні погодні умови, флот прибув до Алжиру лише 19 жовтня. В цій експедиції Карла V супроводжували найвидатніші іспанські полководці, включаючи Ернана Кортеса, завойовника Мексики, хоча його ніколи не запрошували до Військової ради.
Війська були висаджені на суходіл 23 жовтня і Карл створив штаб в оточенні німецьких військ на морському мисі. Німецькі, іспанські та італійські війська в супроводі 150 лицарів Мальти долаючи алжирський опір почали висаджуватися на берег. Незабаром місто, за винятком північної частини що виходила до моря, було оточене.
Доля Алжира, здавалося, була визначена, проте наступного дня погода серйозно зіпсувалась, здійнявся вітер, що супроводжувався сильними дощами. Багато галер було зірвано з якоря, і 15 з них було викинуто хвилями на берег. Ще 33 караки затонули, тоді як багато інших були розкидано по морю. В умовах сильного шторму майже будь-яка висадка на берег стала неможливою, а війська, вже висаджені біля Алжиру залишились без припасів продовольства і зброї. На окремі загони, що намагались під час шторму висадитись на берег, почали здійснювати напади алжирці, вбиваючи та беручи в полон тих, хто добирався до берега. Сам Карл V був оточений, і його врятував лише опір лицарів-госпітальєрів.
Андреа Доріа зумів знайти безпечнішу гавань для решти флоту на мисі Матіфу, за 5 миль на схід від Алжиру. Він закликав Карла V залишити свої позиції і приєднатися до нього в Матіфу, що Карл V зробив з великими труднощами. 28 жовтня армія досягла струмка Хаміс, і до вечора 29 жовтня, перейшовши струмок, досягла руїн античного міста і розташувалася на відпочинок. Тут же зібралися залишки флоту, які зайнялись ремонтом кораблів. Вітер дещо стихнув, хоча хвилі на морі залишалися сильними. З кораблів, крім провіанту, вивантажили трохи вина, і через кілька годин «нещастя виявилися призабуті». Втрати в переході від мису Тафур до мису Матіфе 26-29 жовтня становили 2000 убитих, померлих і зниклих без вести.

## Військова нарада
30 жовтня, поки армія відпочивала, відбулась військова нарада. Проти відступу несподівано виступили граф Алькаудете, капітан-генерал Орана, і не допущений на нараду Кортес. Вони пропонували взяти Алжир, «нехай тільки їм дозволять закликати добровольців». Кортес знав, як багато залежить від маленької, але дисциплінованої і впевненою в собі армії. Алькаудете знав Африку, здобув тут не одну перемогу і сподівався, що Хасан-ага і алжирці не втримаються, побачивши завзяття імперської армії. Багато капітанів із захопленням підтримали цю пропозицію. Хоча «припаси загинули, не було хліба, м'яса і вина», але «солдати абияк перебивалися на зібраних і відібраних у тубільців плодах фінікової пальми, родзинках, а також на корінні, черепахах і равликах, яких було безліч… дві річки і багато струмки давали воду». Воювати було можна, на що особливо наголошував Кортес, який не раз перебував з військом на голодному пайку.
Інші вельможі і воєначальники піддали графа Алькаудете і Кортеса остракізму за їх нечувану зухвалість шукати перемоги там, де її не добився сам імператор. Проти продовження кампанії висловлювалися моряки, а Доріа не припиняв наполягати на негайній посадці війська на кораблі: адмірал стверджував, що якщо імператор терміново не скористається богом даними затишшям для відступу, то сухопутні і морські сили під тиском голоду, жаги і люті ворогів, будуть втрачені.
Імператорської волею, маючи на увазі назріваючу війну з французьким королем, експедицію вирішили припинити.

## Відступ і повернення

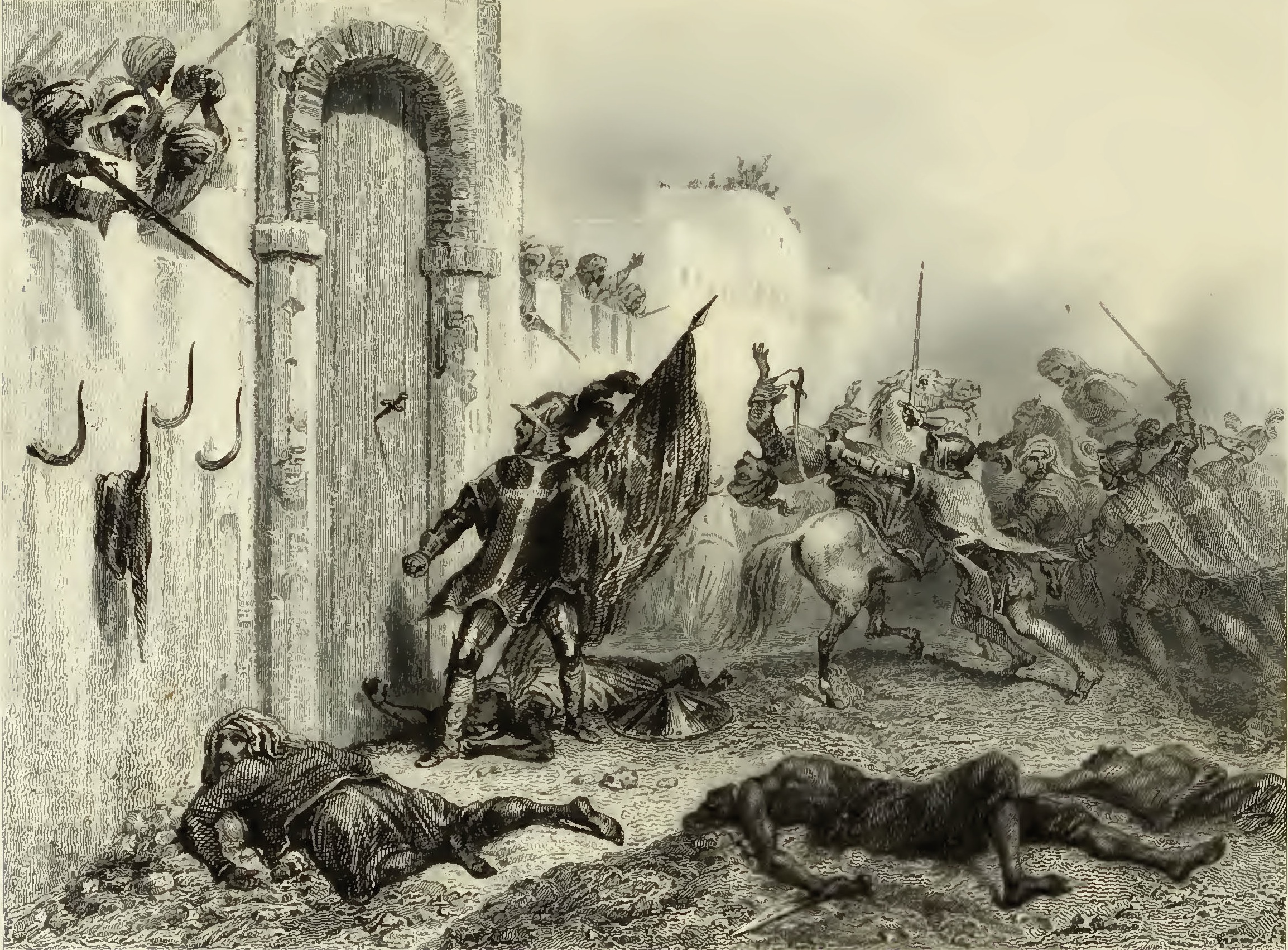
Експедиція Карла V проти Алжиру Малюнок Леона Галіберта з книги «Історія Алжиру» (1874)

Від мису Матіфе, все ще в умовах поганої погоди, решта військ відпливли до Беджаї, що на той час перебувала в руках іспанців. Вранці 4 листопада імператорська флотилія прийшла в Беджаю, де імператор висадився на берег. Буря тривала, і флот ніс нові втрати вже в порту. Шквал зірвав з якоря і поніс на берег орденську галеру «Ла Катарінетта», при рятуванні корабля було зламано 30 весел (в 1548 році, через сім років після алжирської експедиції, цю галеру із великою кількістю коштів, зібраних лицарями-госпітальєрами для оборони Триполі захопить османський адмірал Тургут-реїс). Той самий шквал викинув на берегові скелі каракку «Форнарі» з Генуї, навантажену продовольством, що було великою втратою для армії, оскільки продовольства в Беджаї не вистачало, Вранці 16 листопада флотилія з Беджаї почала повертатись в Європу. Першими випливли галери віце-короля Сицилії та орденська флотилія, які разом дійшли спочатку до Порто-Фаріна в Тунісі, де поповнили запаси продовольства, і далі до Трапані на західному краю Сицилії. Там орденська флотилія відокремилася і через Мессинську протоку повернулася на Мальту. Вранці 17 листопада з Беджаї вийшла флотилія імператора, але 19 листопада вона була відкинута назад зустрічним вітром і знову вирушити у відкрите море імператор зміг лише 23 листопада. Кинувши коней і припаси за борт, Карл V покинув свою армію і відплив додому. 26 листопада його флотилія зупинилася на острові Майорка, 29 листопада — на острові Ібіца, а увечері 1 грудня з'явилася на рейді Картахени. 2 грудня імператор Карл, чутки про смерть якого вже почали ходити по Європі, прибув до Картахени.
Втрати серед сил вторгнення були значними: було втрачено 17 галер та 130 карак, а також велика кількість моряків та солдатів. Турецький літописець стверджує, що берберські племена винищили 12 000 чоловік військ загарбників. В полон потрапило настільки багато людей з війська Карла V, що ринок рабів в Алжирі був перенасичений і в 1541 році, як кажуть, християн продавали на ринку за ціну цибулі за голову.

## Наслідки
Катастрофа значно послабила іспанців, і Гасан-ага скористався можливістю напасти у липні 1542 на Мерс-ель-Кебір, гавань іспанської бази Оран на узбережжі Північної Африки.